# Enoteca

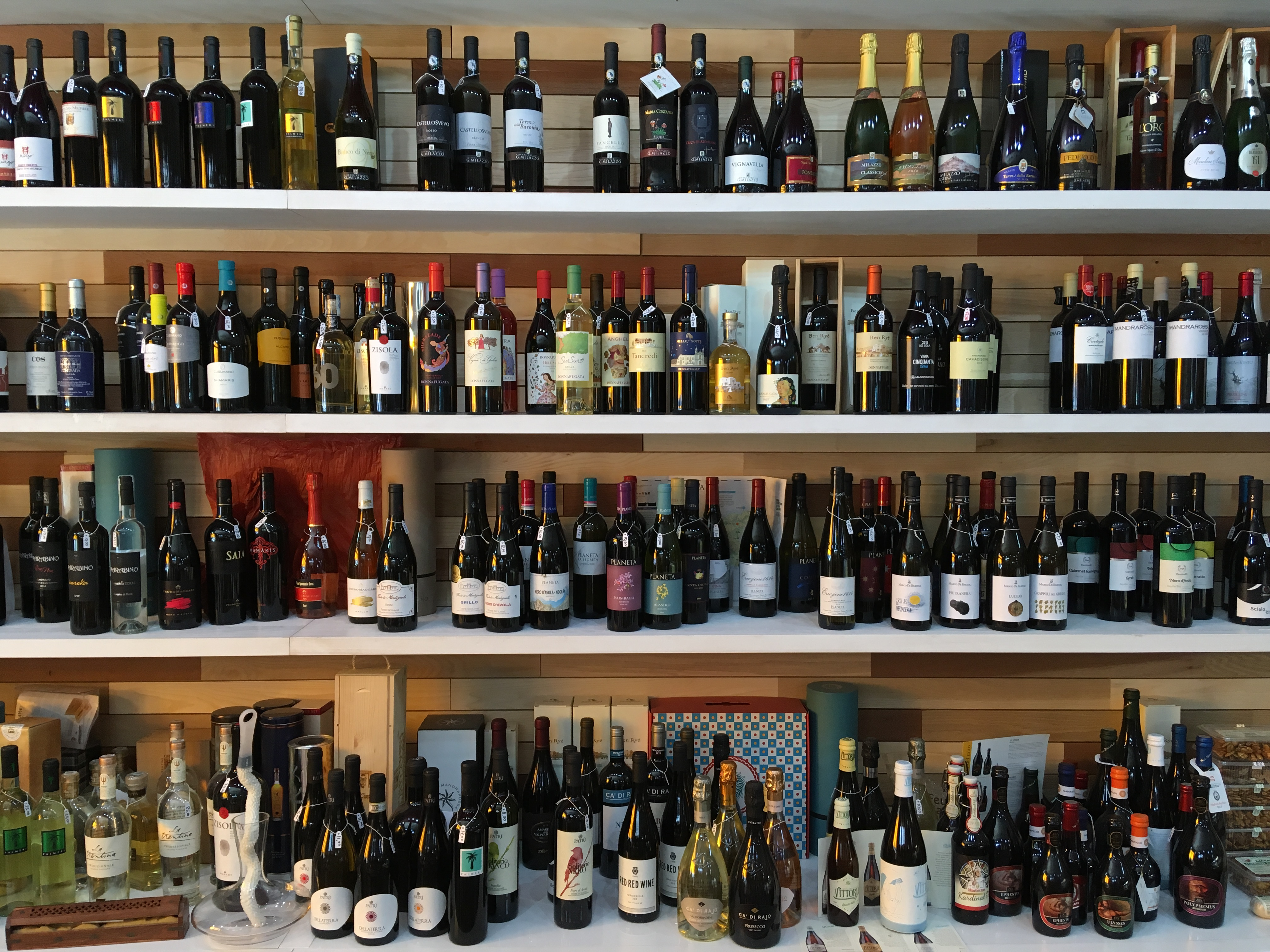
Bottiglie di vino esposte all'interno di un'enoteca.

Un'enoteca è un negozio specializzato nella vendita di vini. Le enoteche offrono una selezione di vini provenienti da diverse regioni e paesi, permettendo ai clienti di scegliere tra una vasta gamma di etichette e varietà. Oltre alla vendita di vini, alcune enoteche possono offrire anche servizi di degustazione e consulenza per aiutare i clienti a trovare la bottiglia di vino più adatta ai loro gusti e esigenze. 
Vinoteca è un termine dialettale che non esiste nella lingua italiana; può tuttavia essere utilizzato per riferirsi a un tipo di esercizio commerciale che si dedica alla vendita di prodotti a base di vino, accompagnati da prodotti gastronomici come formaggi, salumi, panini e altro ancora. In questo contesto, la vinoteca si propone come un luogo dove i clienti possono acquistare vino di qualità e gustare delle specialità gastronomiche che si abbinano bene con le diverse tipologie di vino disponibili.

## Descrizione
È principalmente diretta a dare ai consumatori appassionati del vino e della sua cultura (persone residenti nell'area di un'enoteca, ma anche visitatori e turisti) la possibilità di degustare vini ed eventualmente acquistarli. Viene talvolta gestita in collaborazione con produttori vinicoli o con organismi locali di coordinamento e di promozione tra produttori vinicoli (es. consorzi di tutela). Oggi l'enoteca è sempre più orientata ad essere una "biblioteca del vino", vale a dire un luogo nel quale trovare informazioni sui vini e sulla cultura del vino, piuttosto che essere un punto di distribuzione e vendita di grandi quantitativi di vino.  Spesso nelle enoteche è disponibile uno stock piuttosto ridotto di bottiglie di vino per ciascuna etichetta e i clienti interessati ad acquistare grandi quantità di vino dopo la degustazione sono indirizzati a recarsi direttamente presso i produttori. Spesso l'enoteca vende anche altri prodotti alimentari locali e serve piccoli spuntini da accompagnare con i vini. 

## Il ruolo commerciale
Essere associati ad un'enoteca è probabilmente più utile per piccoli e non troppo noti produttori di vini rispetto a quelli che hanno marchi noti. L'enoteca si adatta bene alle esigenze del visitatore occasionale di una determinata area, liberando anche il produttore dall'incombenza di predisporre un apposito servizio nella sua cantina per chi si limita all'acquisto di un paio di bottiglie. D'altra parte, le enoteche, offrendo con la degustazione la possibilità di operare un confronto tra etichette concorrenti, contribuiscono anche a stimolare le cantine nella direzione di un continuo miglioramento del prodotto. 

## Diffusione nel mondo
Le enoteche hanno diffusione in quasi tutti gli Stati del mondo, soprattutto in quelli con una vinicoltura sviluppata ed affermata come ad esempio in Italia; si pensi all'enoteca di Palazzo Antinori a Firenze, dove i vini Antinori sono disponibili al bicchiere da più di un secolo.